# Lycée Lakanal
Das Lycée Lakanal ist eine öffentliche Sekundarschule in Sceaux, Hauts-de-Seine, Frankreich, im Großraum Paris. Sie ist nach Joseph Lakanal benannt, einem französischen Politiker und Gründungsmitglied des Institut de France. Die Schule bietet auch eine Mittelschule und eine Classe préparatoire (Vorbereitungsklasse) für die selektiven Aufnahmeprüfungen der Grand  Écoles. Berühmte französische Wissenschaftler und Schriftsteller haben am Lycée Lakanal gelernt, darunter Jean Giraudoux, Alain-Fournier und Frédéric Joliot-Curie.
Mehrere ehemalige Schüler haben die Grandes Écoles besucht, darunter die HEC Paris.

## Berühmte ehemalige Schüler
- Frantz Reichel (1871–1932), Sportler
- Charles Péguy (1873–1914), Schriftsteller
- Alphonse Georges (1875–1951), General
- Marc Boegner (1881–1970), evangelisch-reformierter Theologe
- Jacques Rivière (1886–1925), Schriftsteller
- Alain-Fournier, eigentlich Henri-Alban Fournier (1886–1914), Schriftsteller
- Frédéric Joliot-Curie (1900–1958), Physiker und Friedensaktivist
- Robert Bresson (1901–1999), Filmregisseur
- Maurice Allais (1911–2010), Ingenieur und Wirtschaftswissenschaftler
- Jean-Toussaint Desanti (1914–2002), Philosoph
- Jacques Chaban-Delmas (1915–2000), Politiker und Résistancekämpfer
- Jean Neuberth (1915–1996), Maler der Abstraktion
- Marc Bohan (1926–2023), Modeschöpfer
- Emmanuel Le Roy Ladurie (1929–2023), Historiker
- Gérard Genette (1930–2018), Literaturwissenschaftler
- Michel Winock (* 1937), Historiker
- Jacques Bouveresse (1940–2021), Philosoph
- Jean-Paul Enthoven (* 1949), Philosoph und Publizist
- Pap Ndiaye (* 1965), Historiker und Politiker

## Lehrer
- Maxime Lanusse (1853–1930), Grammatik
- Fortunat Strowski (1866–1952), Grammatik
- René Lalou (1889–1960), Englisch
- Jean-Toussaint Desanti (1914–2002), Philosophie